# Ammissione all'ONU

Bandiera delle Nazioni Unite.

L'ammissione all'ONU è una serie di francobolli emessa dalla Repubblica Italiana nel 1956, in occasione dell'ammissione della stessa all'Organizzazione delle Nazioni Unite.

## Notizie storiche
I due valori emessi il 29 dicembre 1956 erano da Lire 25 e da Lire 60, ebbero una tiratura di 20.020.000 per ciascuno dei due esemplari. Questo enorme quantitativo venne stampato in quattro diversi momenti che andarono poi a formare quattro diverse tirature delle quali ognuna presenta proprie caratteristiche, rilevabili essenzialmente a livello di gomma. La prima tiratura ebbe una gommatura lucidissima e screpolata, la seconda ebbe la codronatura, la terza si riconosce per la leggerezza della carta e nella quarta la gomma è appena visibile, essendo quest'ultima, in realtà, la fase finale di produzione della terza. Soffermiamoci un istante sulla codronatura: consiste nello spezzettamento meccanico della colla affinché i francobolli non si arriccino in fase di calandratura. 

## La prima stampa tridimensionale
Nel 1956 l'Italia fu ammessa nelle Nazioni Unite e le poste vollero commemorare l'evento con una emissione graficamente innovativa: la stampa anaglifica. La stampa anaglifica consente a chi indossa appositi occhialini colorati di vedere le immagini in maniera tridimensionale e così il 29 dicembre 1956 allegati all'apposito bollettino illustrativo, gli acquirenti trovarono questi famosi occhialini con una lente di cellofan blu e l'altra rossa, che effettivamente consentiva di vedere il disegno del globo terracqueo impresso nella vignetta dei francobolli, in maniera tridimensionale.

## La codronatura
Rimangono molto evidenti le quadrettature lasciate sulla colla da questo procedimento meccanico. Questa coppia di francobolli in realtà non ha un notevole interesse finanziario, mentre, al contrario ha un ben preciso interesse filatelico per coloro che collezionano i valori della Repubblica Italiana . Anche se normalmente vengono quotati nel 2011 con una cifra intorno ad Euro 1,00 per esemplari nuovi, esistono in realtà delle varietà di stampa che sono ricercate dai collezionisti specializzati. In particolare, per un errore tipografico, ne furono stampati alcuni in recto-verso ovvero furono prima stampati da un lato, poi nel retro ed infine normalmente gommati, così risulta una parte stampata normalmente ed una parte 
stampata sotto la gomma. In questo caso anche valori comuni come questi diventano delle rarità filateliche e nel nostro caso la quotazione balza dai 1,00 Euro circa dei valori normali a 2.500,00 per una coppia stampata recto-verso.

## Scheda tecnica
- Emessi il 29 dicembre 1956
- Stampa: offset su carta patinata
- Filigrana: nessuna
- Dentellatura: 14 ¼ X 14
- Validità: 31 dicembre 1957
- Tiratura: 20.020.000 coppie